# Francisco Cepeda
Francisco Cepeda (Sopuerta, 8 marzo 1906 – La Tronche, 14 luglio 1935) è stato un ciclista su strada spagnolo.
Professionista dal 1925, perì durante il Tour de France 1935.

## Carriera
Vinse due volte il Circuito de Getxo (1925 e 1929; secondo posto nel 1926), una il Circuito de Pascuas (1929) e la Vuelta a Alava (1929). Si piazzò inoltre due volte al secondo posto nella Prueba Villafranca de Ordizia (1926 e 1931).
Cepeda morì a soli 29 anni nel corso del Tour de France 1935, cadendo in un burrone durante la discesa del colle del Galibier. Fu il primo ciclista a morire sulle strade del Tour; dopo di lui capiterà anche a Tommy Simpson (1967) e Fabio Casartelli (1995).

## Palmarès
- 1925

Circuito de Getxo
- 1929

Circuito de Getxo
Circuito de Pascuas
Vuelta a Alava
Gran Premio Vizcaya

## Piazzamenti

### Grandi giri
- Tour de France

1930: 27º
1931: ritirato (20ª tappa)
1933: ritirato (1ª tappa)
1935: ritirato (7ª tappa)
- Vuelta a España

1935: 17º